# Rose Modesto

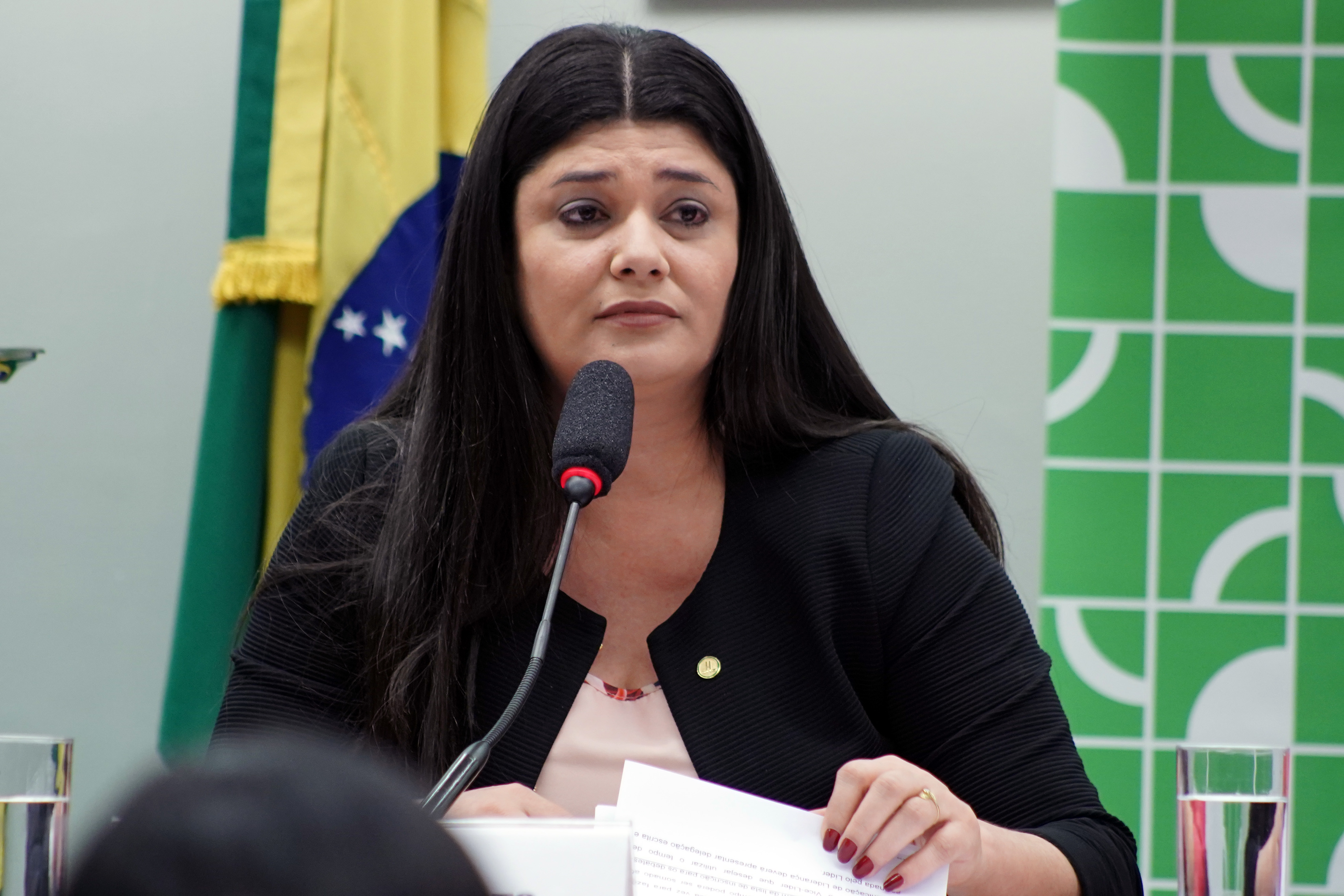
Rose Modesto în 2019

Rose Modesto (n. 20 februarie 1978, Fátima do Sul, Mato Grosso do Sul, Brazilia) este o politiciană și profesoară braziliană, care își desfășoară în prezent primul mandat ca deputat federal al orașului Mato Grosso do Sul: Anterior, ea fusese viceguvernator al orașului Mato Grosso do Sul din ianuarie 2015 până în ianuarie 2019. 
Între ianuarie 2015 și aprilie 2016 a fost Secretar pentru Drepturile Omului, Asistență Socială și Muncă din Mato Grosso do Sul, în guvernul lui Reinaldo Azambuja.
La alegerile din 2022, Rose Modesto a candidat la funcția de guvernator al Mato Grosso do Sul din partea partidului União Brasil (UNIÃO). Ea a primit 178.599 de voturi, plasându-se pe locul 4, în afara turului doi disputat de Renan Contar (PRTB) și Eduardo Riedel (PSDB).